# Músculs elevadors de les costelles
Els músculs elevadors de les costelles (musculi levatores costarum) o músculs supracostals, són 12 músculs situats a cada costat del tronc que s'estenen des d'una apòfisi transversa a la costella immediatament inferior. Són uns feixos forts, amb una forma més o menys triangular, amb un vèrtex superior i una base inferior ampla. El primer múscul s'origina en les apòfisis transverses de la darrera vèrtebra cervical (C7), i l'últim en l'apòfisi transversa de la penúltima dorsal (D11); per tant, en totes, en les apòfisis transverses de les dorsals D1 a D11. Es dirigeix obliquament cap avall i enfora, de manera paral·lela a la part posterior dels intercostals externs. Cadascun d'ells s'insereixen en la vora superior i en la superfície externa de la costella immediatament inferior a la vèrtebra en la que té l'origen.
Cadascun dels quatre músculs inferiors es divideixen en dos fascicles: els supracostals curts, que s'insereixen entre la tuberositat i l'angle de la costella; els supracostals llargs, que arriben fins a la segona costella inferior al seu origen.
Malgrat el seu curt braç de palanca, en contreure's, tiren de la costella cap amunt, augmentant els diàmetres transversal i anteroposterior del tòrax. Per tant, eleven les costelles tot i que es discuteix la seva importància dins l'acte respiratori. També, es creu que mitjançant les seves insercions costals, poden rotar i flexionar lateralment la columna vertebral.